# Sina Mesdag-van Houten
Pour les articles homonymes, voir van Houten.
Sientje van Houten (après son mariage Sina Mesdag-van Houten), née à Groningue (Pays-Bas) le 23 décembre 1834 et morte à La Haye (Pays-Bas) le 20 mars 1909, est une artiste peintre néerlandaise.

## Biographie

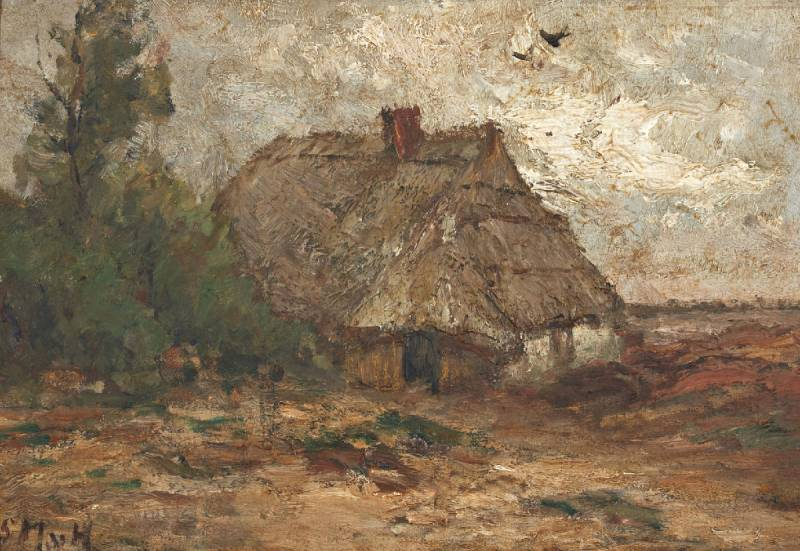
La bergerie dans la lande.

Sina Mesdag-van Houten est membre de l'École de la Haye.
Son frère Samuel van Houten est un homme politique qui est ministre de l'Intérieur des Pays-Bas de 1894 à 1897.
Elle épouse le peintre Hendrik Willem Mesdag et une partie de son travail se trouve exposé dans la collection Mesdag à La Haye, musée situé dans leur ancienne demeure et atelier.